# Pneumopathie associée au vapotage
Pour les articles homonymes, voir PAV.
 Mise en garde médicale
La pneumopathie associée au vapotage (PAV), en anglais : e-cigarette, or vaping, product use associated lung injury (EVALI), est une maladie pulmonaire sévère, voire mortelle, associée à l'utilisation de techniques d'inhalation (dabbing, via des pipes à eau destinées à la consommation de psychotropes) ou de certains liquides à vapoter. Cette maladie émergente a d'abord été signalée en tant que telle à partir de septembre 2019 aux États-Unis, mais des cas de lésions pulmonaires induites par le vapotage remontent au moins à avril 2019.

Elle peut débuter comme une pneumopathie aiguë, souvent résistante à l'antibiothérapie.
La majorité des cas signalés aux CDC impliquaient des antécédents d'utilisation de produits de cigarette électronique ou de vapotage, et du tétrahydrocannabinol (THC), molécule psychoactive extraite de certains chanvres (aussi appelé cannabis). La plupart des patients avaient des antécédents d'utilisation d'un produit contenant du THC. Le CDC envisage également une responsabilité de l'additif acétate de vitamine E mais sans pouvoir à ce jour exclure la contribution d'autres produits chimiques préoccupants, ou notamment le THC lui-même.

## Historique
En septembre 2019, le CDC américain recense un nombre important de cas de pneumopathies survenant chez des patients utilisateurs de cigarette électronique ou des produits apparentés, ; les premiers cas étant apparus en avril 2019. Une enquête est lancée par les autorités sanitaires américaines (CDC, FDA).
Une enquête épidémiologique a impliqué les CDC, la FDA (Food and Drug Administration) des États-Unis et les services de santé centraux et locaux ainsi que d'autres cliniques et partenaires de santé publique.
Au 18 février 2020, 2 807 cas de PAV étaient signalés dans 29 états américains, dont 68 conduisant au décès du patient. L'âge médian des patients est de 24 ans, dont 15% ont moins de 18 ans, et 53% moins de 25 ans. Du tétrahydrocannabinol (THC, principe actif du cannabis) a été détecté dans la majorité des produits utilisés (83%) ; la plupart des patients rapportent un antécédent de consommation de produits en contenant.
Le liquide bronchoalvéolaire de plusieurs patients contient des substances lipophiles (huiles minérales, acides gras à moyennes et longues chaînes) et de l'acétate de tocophérol (acétate de vitamine E) et des cannabinoïdes.
L'imputabilité de ces produits ne peut cependant être confirmée : des études complémentaires sont nécessaires pour chercher d'autres toxiques et comparer les cas de PAV avec des sujets indemnes de lésion pulmonaire.
Le 1er juin 2020, une étude portant sur les malades américains de moins de 18 ans (15,9 ans en moyenne) démontre le rôle joué par certains facteurs psychosociaux dans la prévalence de la PAV au sein de certaines populations : ainsi, la jeunesse (moins de 24 ans) ou encore l'origine (prévalence dans la population d'origine hispanique), permettraient de développer plus facilement la PAV, notamment parce que plus exposés aux conduites addictives incluant la consommation de tétrahydrocannabinol sous la forme de CBD dilué dans les liquides à vapoter.

### En Europe
Le premier décès lié à la PAV, en Belgique, date du 6 novembre 2019 à 16h00. La victime aurait vapoté un liquide au CBD la veille du 21 octobre, jour où il a été admis à l'hôpital. Après 26 jours de coma, le jeune Belge est décédé.
En France, aucun cas n'a encore été signalé et identifié comme PAV par les autorités sanitaires. Plusieurs facteurs pourraient expliquer cela. D'abord, un cadre réglementaire plus protecteur qu'aux États-Unis, interdisant de faire la publicité des produits de vapotage, qui sont considérés comme un outil sanitaire de sevrage tabagique, et dont la vente est interdite aux mineurs. Ensuite, les réglementations européennes et françaises, qui interdisent l'ajout d'additifs dans les liquides à vapoter, tel que l'acétate de vitamine E. Enfin, la vente et la consommation de produits contenant du THC est strictement interdite en France.
En France, Santé publique France a mis en place en octobre 2019 un dispositif de signalement pour détecter l’éventuelle émergence d’une épidémie de PAV,.

## Signes et symptômes
Selon les témoignages disponibles, les premiers symptômes sont un essoufflement, une toux, de la fatigue, des courbatures et de la fièvre, puis symptômes gastro-intestinaux (nausées, vomissements et la diarrhée, 3 symptômes qui chez certains patient précèdent les symptômes respiratoires).

Sont parfois aussi signalées des douleurs thoraciques et/ou abdominales, des frissons et une perte de poids.
Les symptômes évoquent d'abord un syndrome grippal, puis une pneumonie, mais les individus ne répondent généralement pas à une antibiothérapie.
Les symptômes apparaissent généralement en quelques jours à quelques semaines. Lors de sa présentation à l'hôpital, le patient est souvent hypoxique et répond aux critères du syndrome de réponse inflammatoire systémique (SRIS), fièvre y compris. éventuellement avec une fréquence cardiaque et une respiration anormalement rapides.
L'auscultation des poumons tend à être banale, même chez les patients gravement atteint. Une insuffisance respiratoire progressive peut apparaitre, nécessitant une intubation. Plusieurs patients ont dû être placés en soins intensifs et sous ventilation mécanique.

## Diagnostic
Il repose sur une forte suspicion clinique (impliquant un examen physique détaillé des signes vitaux et une oxymétrie de pouls) et sur un diagnostic d'exclusion, car le médecin ne dispose d'aucun test ou marqueur spécifique.
On éliminera donc les causes cardiaques, gastro-intestinales, rhumatologiques, les expositions néoplasiques, environnementales ou professionnelles, ou d'autres causes possibles à un syndrome de détresse respiratoire aiguë.
Ceci se fait sur la base de la présentation clinique et des antécédents médicaux (aussi complets que possible, notamment concernant d'éventuels symptômes liés à l'utilisation récente de produits de cigarette électronique ou de vapotage, et concernant les substances utilisées, la durée et la fréquence d'utilisation et la méthode d'utilisation), tout en recherchant d'éventuelles étiologies multiples ou synergiques (incluant une VAPI concomitante à une infection)
Des tests de laboratoire guidés par des résultats cliniques, peuvent inclure la recherche d'un panel de virus respiratoires (afin d'exclure ou repérer d'éventuelles maladies infectieuses), une numération et formule sanguine avec recherche de marqueurs inflammatoires sériques différentiels (Protéine C réactive), vitesse de sédimentation érythrocytaire), des transaminases hépatiques ; tests toxicologiques urinaires (dont pour le THC).
L'imagerie se résume souvent à une radiographie pulmonaire, avec tomodensitométrie thoracique si la radiographie thoracique n'est pas cohérente avec le tableau clinique ou pour évaluer une maladie grave ou s'aggravant. L'avis de spécialistes (p. Ex. Soins intensifs, pneumologie, toxicologie médicale ou maladies infectieuses) peut aider à guider une évaluation plus approfondie.
Le diagnostic tend à se confirmer si la personne ne répond pas à une antibiothérapie, et si les tests ne révèlent pas de diagnostic alternatif.
Parmi les cas signalés, l'insuffisance respiratoire s'est souvent aggravée dans les 48 heures suivant l'admission, après l'administration d'une antibiothérapie empirique.
Les biopsies pulmonaires ne sont pas nécessaires pour le diagnostic, mais elles permettent d'exclure la probabilité d'infection.

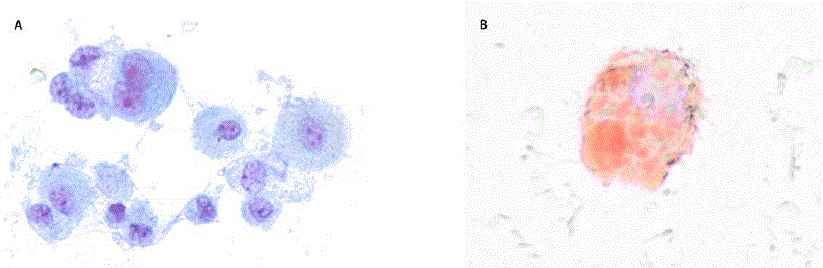
Échantillon de lavage broncho-alvéolaire provenant d'un patient présentant une lésion pulmonaire aiguë associée au vapotage.
A : macrophages alvéolaires chargés de vacuoles (A)
B : vastes dépôts lipidiques

Des anomalies de laboratoire non spécifiques ont été signalées chez certains patients : hausse du taux de globules blancs (avec prédominance neutrophile et absence d'éosinophilie), des transaminases, de la procalcitonine et des marqueurs inflammatoires,.
Les tests de dépistage des maladies infectieuses, y compris les cultures de sang et de crachats et les tests de dépistage de la grippe, de Mycoplasma et de Legionella, se sont tous révélés négatifs dans la majorité des cas signalés.
Les anomalies d'imagerie (infiltrats ou opacités pulmonaires visibles à la radiographie pulmonaire ; ou  « opacités en verre dépoli » sur la TDM thoracique) sont généralement bilatérales.
Les échantillons de lavage bronchoalvéolaire peuvent présenter une augmentation du taux de neutrophiles en combinaison avec des lymphocytes et des macrophages chargés de vacuoles.
La cytologie de lavage avec coloration au rouge d'huile O a mis en évidence de grands macrophages alvéolaires chargés de lipides,.
Dans les cas où des biopsies pulmonaires ont été faites, leurs résultats étaient cohérents avec une lésion pulmonaire aiguë, comprenant un large éventail de caractéristiques, telles que la pneumonite fibrineuse aiguë, les lésions alvéolaires diffuses, la présence de macrophages chargés de lipides et la bronchiolite oblitérante avec organisation pneumonique,.
Les biopsies pulmonaires ont également souvent montré une prédominance de neutrophiles, avec de rares éosinophiles.

## Délai de récupération
La sortie de l'hôpital se fait après quelques jours à plusieurs semaines après un traitement le plus souvent à base de corticostéroïdes, les antibiotiques étant dans ces cas inefficaces.

## Mécanismes pathologiques
Le vapotage consiste à inhaler un aérosol synthétisé par la cigarette électronique et comprenant par exemple de la nicotine, du tétrahydrocannabinol (THC), des arômes, des additifs (exemple : glycérine, propylène glycol). Si l'efficacité du vapotage comme outil d'aide au sevrage tabagique est reconnue par plusieurs experts, les potentiels effets à long terme sur la santé sont encore mal connus.
Rien n'évoque à ce jour une étiologie infectieuse. La VAPI semble être un type lésion pulmonaire réactive à l'un ou plusieurs des produits inhalés. Elle évoque une pneumonite fibrineuse aiguë, une Bronchiolite oblitérante avec organisation pneumonique ou des lésions alvéolaires diffuses.
Remarque : le mot VAPI est parfois utilisé comme terme général caractérisant diverses causes de lésions pulmonaires aiguës dues à la vaporisation.
Fin 2019, on n'a pas encore identifié un composé ou ingrédient unique comme cause certaine de cette maladie qui fait toujours l'objet d'enquêtes épidémiologiques mais les CDC soupçonnent fortement deux produits :
- le THC, en particulier provenant de sources informelles (amis, famille ou revendeurs en personne ou en ligne qui semblent presque toujours jouer un rôle majeur dans l'épidémie[5].
- l'acétate de vitamine E, retrouvé dans 29 des 29 biopsies pulmonaires testées dans dix états différents, [10] ; des scientifiques avaient déjà dans le passé suggéré qu'inhaler de l'acétate de vitamine E pouvait affecter le fonctionnement pulmonaire.

D'autres substances pourraient aussi être en cause.

## Réactions des autorités
La Food and Drug Administration interdit la vente de liquide à vapoter aromatisé (à l'exception des goûts tabac et menthol) à partir du 1er février 2020,